# Penisa conversa
Penisa conversa är en fjärilsart som beskrevs av W. Warren 1913. Penisa conversa ingår i släktet Penisa och familjen nattflyn. Inga underarter finns listade i Catalogue of Life.